# Janis Wrutsis
Janis Wrutsis, grec. Γιάννης Βρούτσης (ur. 1 czerwca 1963 w Atenach) – grecki polityk, ekonomista i samorządowiec, parlamentarzysta, w latach 2012–2015 i 2019–2021 minister pracy.

## Życiorys
Absolwent ekonomii na Uniwersytecie Narodowym im. Kapodistriasa w Atenach. Odbył też studia podyplomowe na Uniwersytecie Panteion. Pracował jako ekonomista w sektorze prywatnym, następnie w ministerstwie gospodarki i finansów. Działacz Nowej Demokracji, pełnił różne funkcje w jej organizacji młodzieżowej ONNED i w strukturze partyjnej ND. W 1990 został radnym miasta Wironas, w latach 1994–2007 był radnym prefektury Ateny.
W 2007 po raz pierwszy uzyskał mandat posła do Parlamentu Hellenów w okręgu wyborczym Cyklady. Z powodzeniem ubiegał się o reelekcję w wyborach w 2009, maju 2012, czerwcu 2012, styczniu 2015, wrześniu 2015, 2019, maju 2023 i czerwcu 2023.
W lipcu 2012 został ministrem pracy, ochrony socjalnej i solidarności społecznej w gabinecie Andonisa Samarasa. Resortem tym kierował do stycznia 2015. W lipcu 2019 nowy premier Kiriakos Mitsotakis powierzył mu funkcję ministra pracy i spraw społecznych. Zakończył urzędowanie w styczniu 2021. W lipcu 2023 powrócił do administracji rządowej jako zastępca ministra edukacji, spraw religijnych i sportu.